# Christian Behm
Christian Ludwig Ernst Behm, auch Ludwig Christian Ernst Behm (* 26. Februar 1831 in Rostock; † 21. Oktober 1893 ebenda) war ein Senator und Rechtsanwalt in Rostock sowie Mitglied des Reichstags des Deutschen Kaiserreichs.

## Leben
Christian Behm entstammte einer alteingesessenen Juristenfamilie, die auf eines der großen mittelalterlichen Ratsgeschlechter von Neubrandenburg zurückgeht und in Mecklenburg über Jahrhunderte Bürgermeister und andere öffentliche Amtsträger gestellt hat. Er wurde als Sohn des Rostocker Ratssekretärs Ernst Behm (1787–1836) geboren. Sein Großvater Christian Ludwig Johann Behm (1728–1804) war einst Bürgermeister der Hansestadt gewesen.
Behm besuchte die Große Stadtschule Rostock und studierte Rechtswissenschaften in Tübingen und Rostock. In Tübingen wurde er 1850 Mitglied der Burschenschaft Germania Tübingen. Er wurde zum Dr. jur. promoviert und war von 1857 bis 1872 als Rechtsanwalt, von 1873 bis 1892 als Senator in Rostock tätig und wirkte von 1884 bis 1893 als Direktor des Rostocker Distrikts.
Von 1884 bis 1887 war Behm Reichstagsabgeordneter für den Reichstagswahlkreis Großherzogtum Mecklenburg-Schwerin 5 (Rostock, Doberan) und die Deutsche Fortschrittspartei.
Behm war seit 1865 mit der Rostocker Kaufmannstochter Luise Johanna Raspe (1845–1929) verheiratet und hatte eine Tochter, Anna Behm (* 1866).